# Asinata
Le asinate erano delle manifestazioni paliesche corse con gli asini, che venivano disputate nella città di Siena nel corso del XVII secolo.
Nell'asinata, i contradaioli spingevano degli asini dipinti con i colori di ciascuna Contrada; allo tempo stesso, contradaioli rivali provavano ad ostacolarne l'azione. Ciò provocava inevitabilmente delle zuffe a carattere anche molto violento.
Anche per questa ragione le asinate non ebbero particolare successo. La più celebre è quella organizzata nell'ottobre 1612 in onore di Cosimo II de' Medici, vinta dall'Onda. Nel 1641 furono certamente corse due asinate: quella del 15 agosto in onore di Mattias de' Medici e vinta dalla Torre, e quella dell'8 settembre vinta dalla Civetta.